# تپه یوخاری خرمن یرلر
تپه یوخاری خرمن یرلر مربوط به دوران‌های تاریخی پس از اسلام است و در شهرستان بوئین‌زهرا، بخش آوج، روستای چوبینه واقع شده و این اثر در تاریخ ۱۰ مهر ۱۳۸۰ با شمارهٔ ثبت ۳۹۱۳ به‌عنوان یکی از آثار ملی ایران به ثبت رسیده است.